# Vietnam del Sur
La República de Vietnam (en vietnamita: Việt Nam Cộng Hòa), comúnmente conocida como Vietnam del Sur para distinguirla de Vietnam del Norte, fue un estado localizado en el sudeste asiático que ocupaba la totalidad de la región meridional y la parte austral de la región central del Vietnam moderno.
Fue fundado en 1955 tras un referéndum que reorganizaba los territorios sureños del extinto Estado de Vietnam que resistían a las huestes del Partido Comunista de Vietnam que venían del norte, su capital fue Saigón, conocida como la Perla del Sudeste asiático, teniendo en cuenta la importancia de su desarrollo económico y cultural. Tras la derrota de los franceses, se produjo la llegada de asesores militares estadounidenses para evitar que los comunistas de Vietnam del Norte unificaran el país durante la guerra de Vietnam, siguiendo así la Doctrina Truman.
Estados Unidos le dio gran importancia a la supervivencia del Estado survietnamita, puesto que se creía que la victoria de los comunistas propiciaría la sucesiva caída en la esfera chino-soviética de los demás países de la zona, según el llamado efecto dominó. Tras la derrota las tropas estadounidenses de la guerra de Vietnam (1973), finalmente, la guerrilla respaldada por el ejército norvietnamita tomó Saigón el 30 de abril de 1975, poniendo fin en la práctica a la existencia del Vietnam del Sur y provocando la reunificación de Vietnam, que se terminó de formalizar oficialmente en 1976.
En la práctica Vietnam del Sur fue un Estado títere de los Estados Unidos, cuya supervivencia dependió en gran medida de la ayuda militar y económica que estos le enviaron durante casi 20 años. El gobierno estadounidense prefirió un Vietnam dividido en dos y controlando ellos la parte sur antes que un Vietnam reunificado y comunista, siguiendo así el ejemplo de Corea del Sur.

## Historia

La partición de la Indochina francesa tras el Tratado de Ginebra de 1954. Los estados nuevos: Reino de Camboya, Reino de Laos, Vietnam del Norte y República de Vietnam (más conocida como Vietnam del Sur).

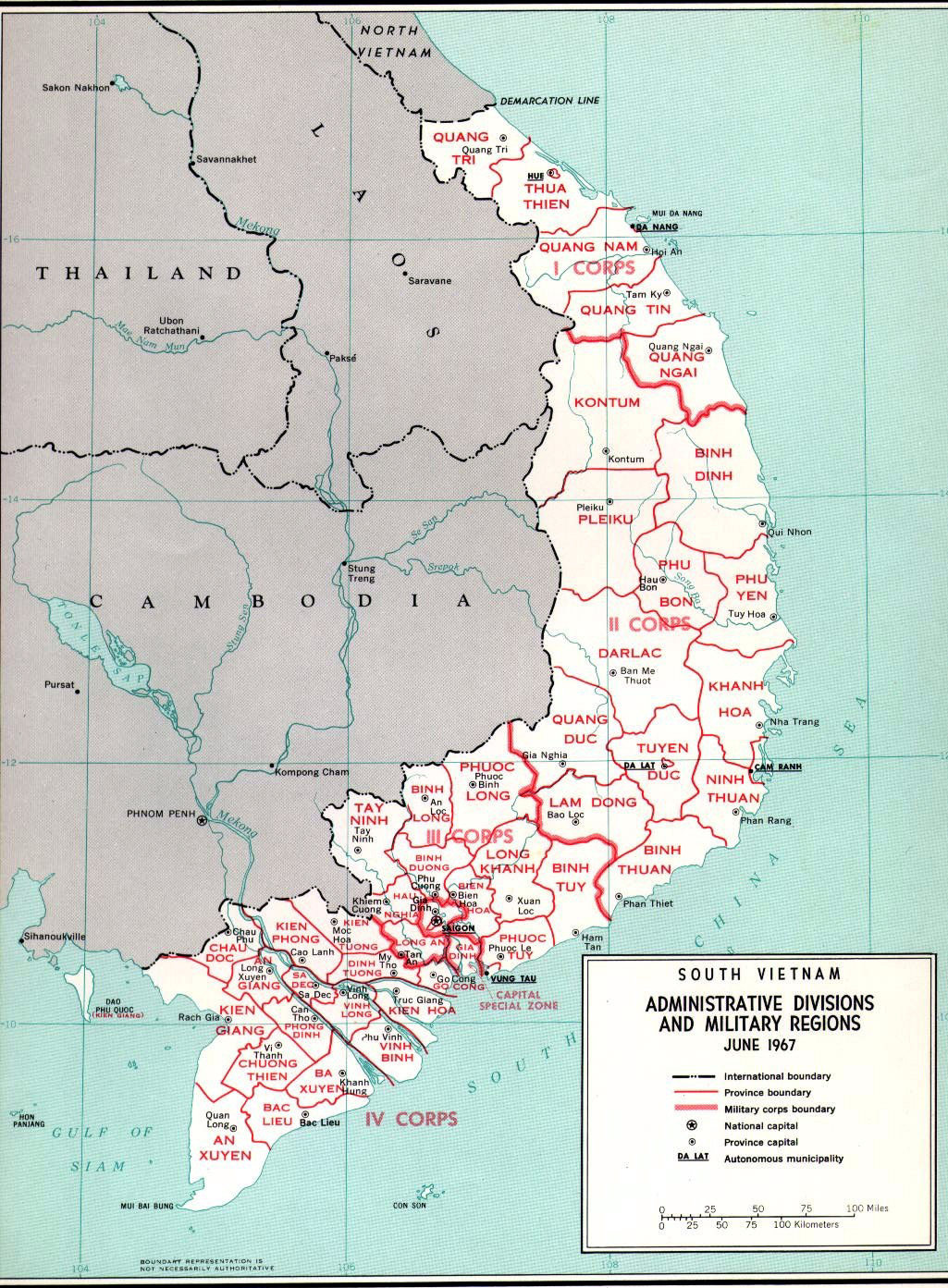
Mapa administrativo de Vietnam del Sur.

Vietnam del Sur nació el 2 de septiembre de 1945 como una sola nación junto con el norte de Vietnam. En 1953 se reconoció la independencia de Vietnam, pero dividida en dos: una república socialista, Vietnam del Norte y otra de carácter capitalista, Vietnam del Sur. Los franceses se habían retirado de Vietnam después de la derrota militar de Dien Bien Phu en 1954, pero durante las elecciones, Estados Unidos dispuso que la soberanía de Vietnam del Sur estuviese bajo el régimen del candidato Ngo Dinh Diem.
De igual modo que Vietnam del Norte fue acusada de poseer un régimen de gobierno represivo y brutal, Vietnam del Sur también recibió acusaciones de corrupción a su gobierno y de carácter represivo hacia los monjes budistas, religión tradicional en Vietnam, los cuales comenzaron a ser perseguidos en el Sur bajo directrices del católico Ngo Dinh Diem. Las protestas budistas fueron encabezadas por el monje vietnamita Thích Trí Quang, quien se llegó a inmolar quemándose públicamente en señal de protesta contra el gobierno.
En 1960, opositores al gobierno de Ngo Dinh Diem crearon el Frente Nacional de Liberación de Vietnam (FNLV), conocido popularmente como el Vietcong, comenzando una resistencia contra los militares de Saigón y los Estados Unidos. En 1963 el presidente Ngo Dinh Diem fue asesinado en un golpe de Estado organizado por militares survietnamitas con el aparente permiso de la CIA y se puso a Nguyên Van Thieu en el poder.
Tras este giro en los acontecimientos, la guerra estalló abiertamente, provocando una gran destrucción material y el éxodo de gran parte de población de Vietnam del Sur. El Vietcong, con la ayuda de la República Popular China, logró invadir Vietnam del Sur y tomó Saigón, venciendo al gobierno vietnamita del sur y a las fuerzas de los Estados Unidos en la zona. Esta derrota dio lugar a brutales persecuciones contra quienes no estaban de acuerdo con el gobierno comunista y provocó que muchos fueran detenidos y muertos. Tras la caída de gobierno del sur se formó la República de Vietnam del Sur, que existió durante unos 15 meses, luego de los cuales los dos países se unificaron en un Estado, de tipo comunista.[cita requerida]

## Gobierno y Política

### El Estado
La República de Vietnam fue el sucesor del Estado de Vietnam (1949-1955), nombre del país durante las últimas fases de la guerra de Indochina en los años 1945-1955. El Estado de Vietnam había sido una monarquía constitucional siendo jefe de Estado el emperador Bao Dai. Hubo primeros ministros en el Estado de Vietnam, pero hasta 1955 y la caída de Dien Bien Phu tanto ellos como Bao Dai carecieron de verdadero poder, por lo que el Estado fue de hecho una extensión del Gobierno colonial francés vigente.

### 1955-1963

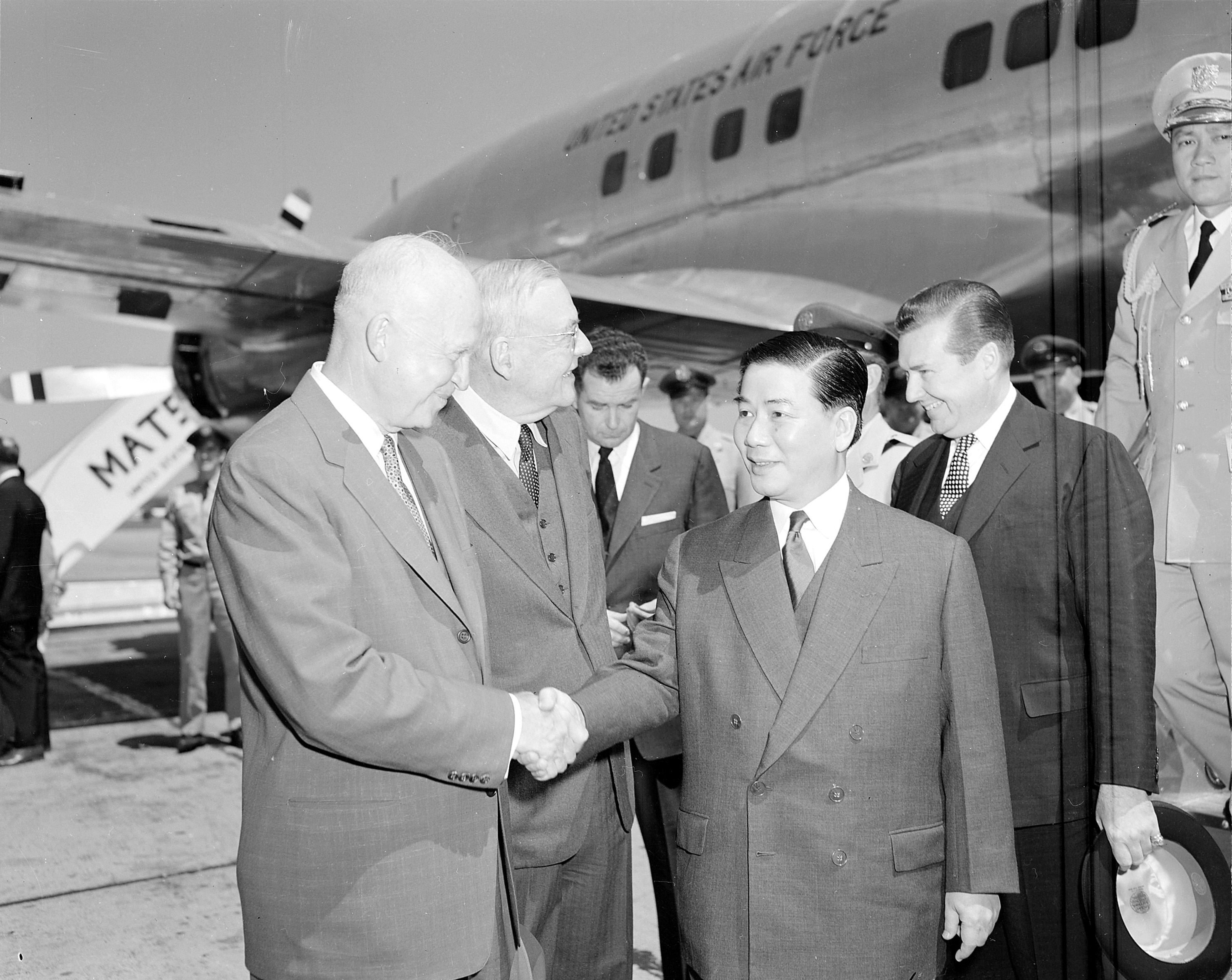
El presidente de los Estados Unidos, Dwight D. Eisenhower, y el secretario de Estado John Foster Dulles, saludan al presidente de Vietnam del Sur Ngô Đình Diệm en Washington, el 8 de mayo de 1957.

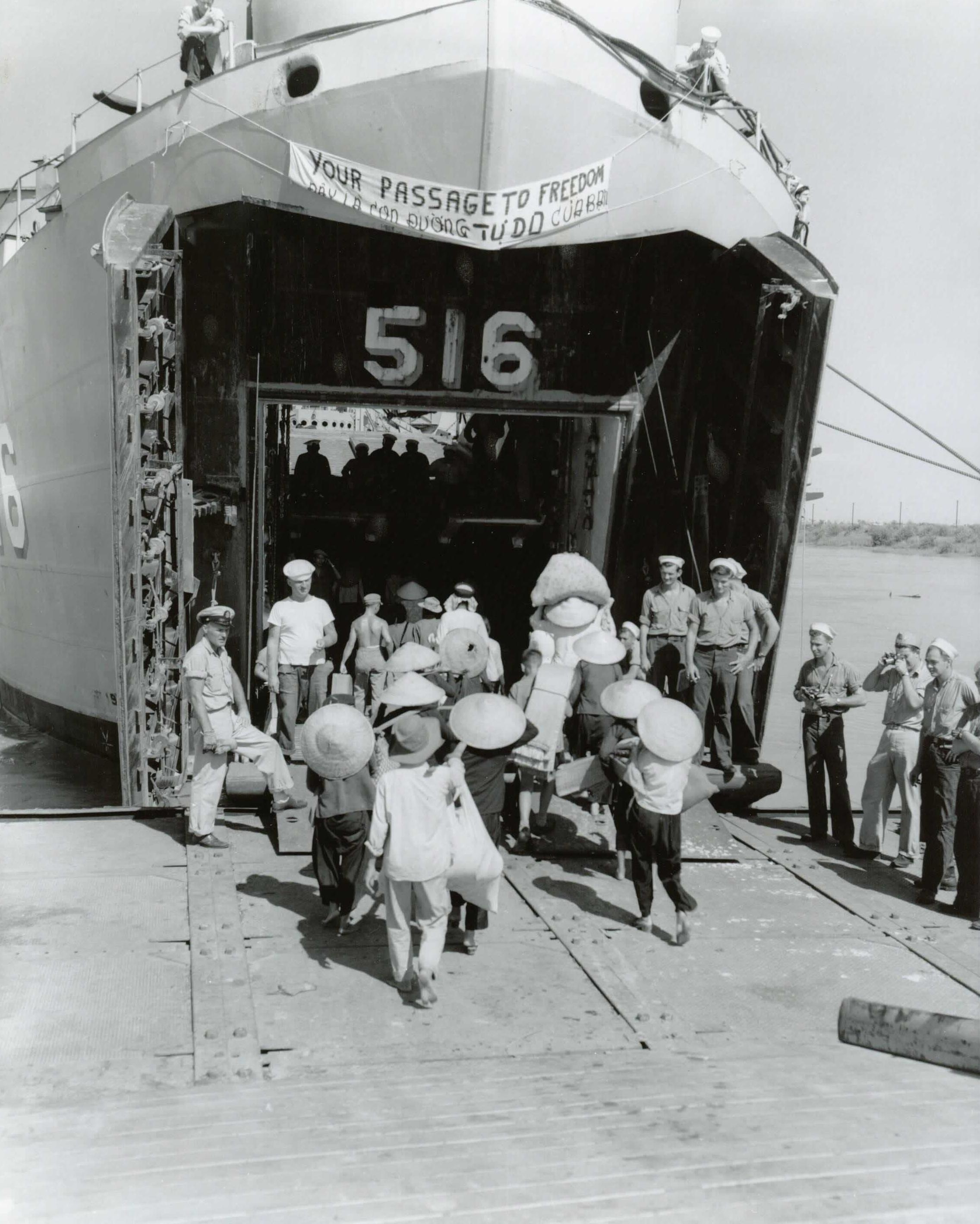
Alrededor de 1 millón de refugiados vietnamitas abandonaron el recién creado Vietnam del Norte durante la Operación Pasaje a la Libertad (octubre de 1954).

En 1955 fue designado Ngo Dinh Diem como el primer ministro del Estado, produciéndose enseguida un conflicto entre Diem y Bao Dai respecto de los poderes de cada uno sobre el gobierno. Bao Dai tuvo el apoyo de varias facciones tradicionales y religiosas, tales como el Gobierno francés, las religiones budista, Cao Dai y Hoa Hao y también la organización criminal Binh Xuyen, pero agentes de la CIA y la embajada norteamericana ayudaron a Diem con informes de inteligencia y armamento.[cita requerida] Diem derrotó a los partidarios del emperador Bao Dai con el Ejército de la República de Vietnam (ERVN) (hasta entonces conocidas como Ejército Nacional de Vietnam). El 30 de abril de 1955, Bao Dai renunció a la jefatura de estado y se exilió de Vietnam.

### Bajo Diem
El gobierno de Diem fue una república, pero de hecho él tuvo poder absoluto sobre los asuntos del Estado en la RVN. La rama judicial fue designada por Diem, ahora como presidente y ya no como primer ministro. Fue una Asamblea Nacional compuesta de un senado y congreso, pero ella no tenía muchas influencias sobre las políticas de la RVN. Diem gobernó hasta 1963 con la regla de la fuerza, y muchas veces aprovechó al ERVN para derrotar a su oposición como en la crisis budista de 1963. Muchos de los actos del gobierno de Diem no fueron realizados desde sus poderes estatales, pues fueron hechos según una red de grupos leales a él como el Partido Can Lao, varias policías secretas, y los apoyos que él tenía en la Iglesia católica en Vietnam.

### Tres golpes de Estado en dos años (1963-1965)

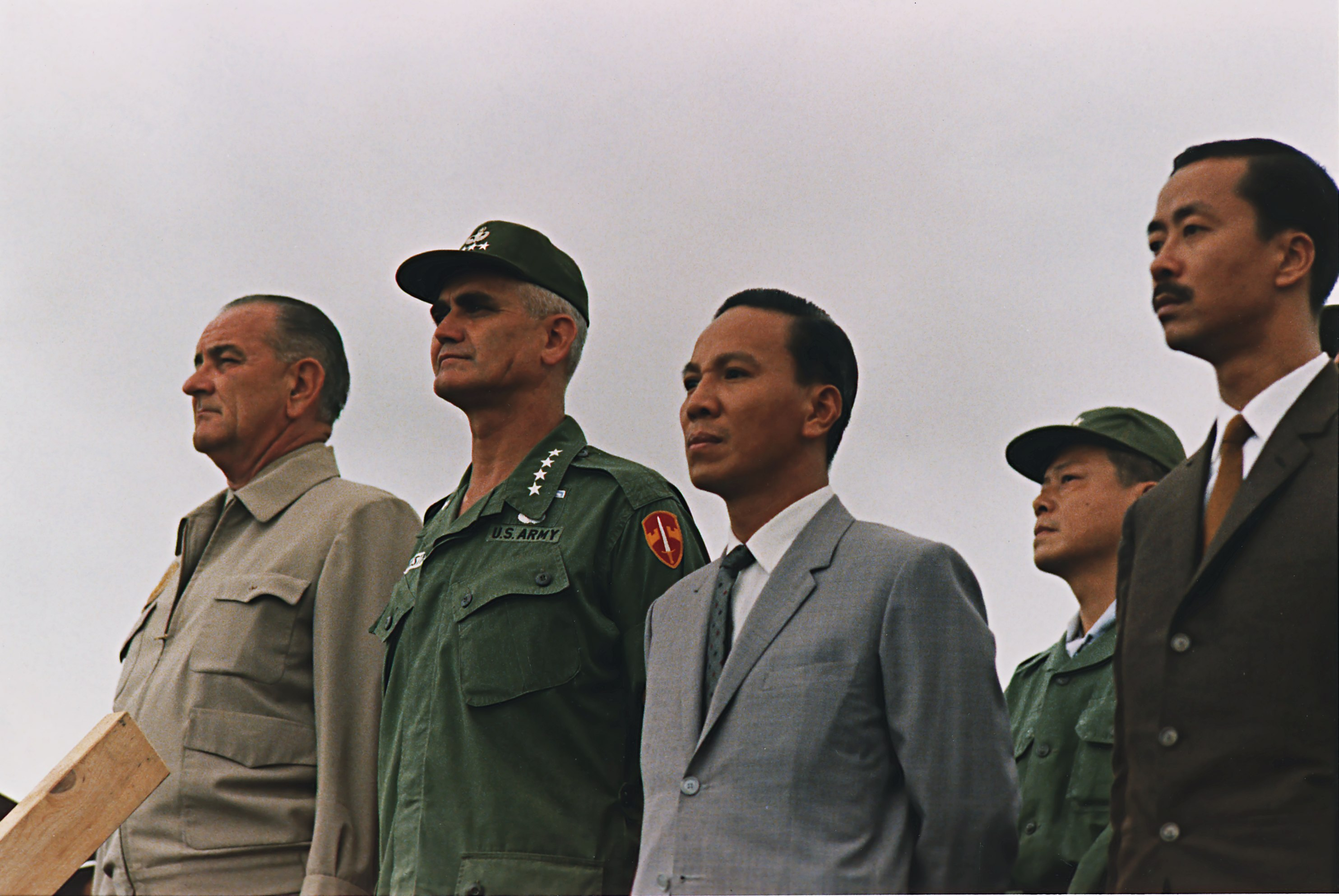
Fotografía de una visita del presidente estadounidense Lyndon B. Johnson a Vietnam del Sur en 1966. Aparece acompañado del general William Westmoreland y del presidente survietnamita Nguyên Van Thieu. Nguyên Van Thieu fue presidente de Vietnam del Sur entre 1965 y 1975, siendo la persona que más tiempo ejerció el cargo durante la existencia del Estado survietnamita.

En el 2 de noviembre de 1963, luego de los conflictos internos entre el presidente Ngô Đình Diệm y sus oponentes budistas y comunistas, el ERVN lo depuso mediante un sangriento golpe de Estado, en el que Diem y su segundo al mando y hermano Ngo Dinh Nhu fueron asesinados. Subió al poder el general Dương Văn Minh, quien solo gobernó tres meses hasta que otro general Nguyen Khanh realizó otro golpe de Estado (30 de enero de 1964) y puso a Minh bajo arresto domiciliario. Nguyen Khanh tampoco gobernó demasiado tiempo, ya que otro golpe de Estado el 20 de febrero de 1965 le desalojó del poder. Subió al poder Nguyên Van Thieu, quien fue presidente de Vietnam del Sur entre 1965 y 1975, siendo la persona que más tiempo ejerció el cargo durante la existencia del Estado survietnamita.

#### Dominio de Thieu (1965-1975)

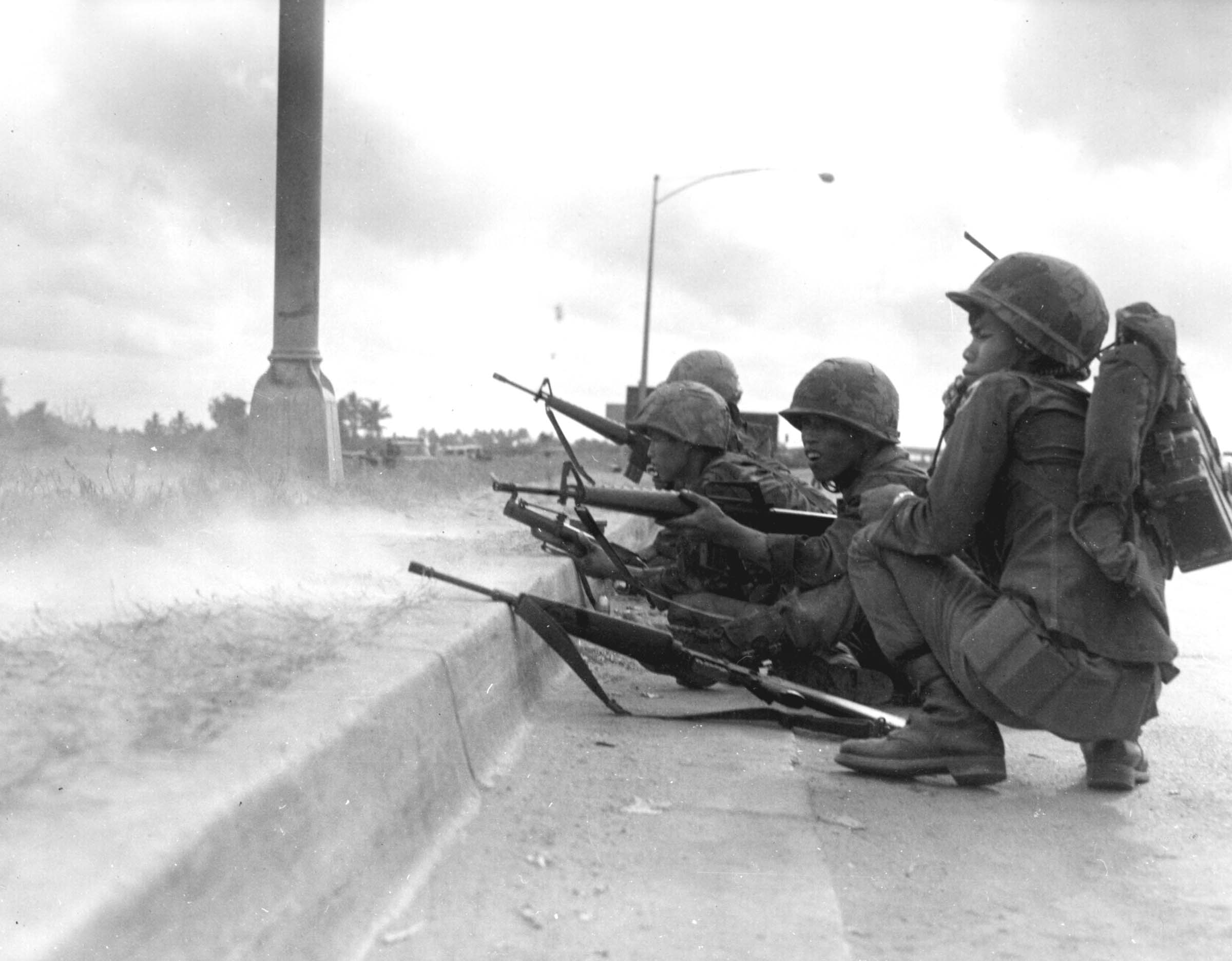
Rangers del Ejército de la República de Vietnam (ERVN) defendiendo Saigón durante la Ofensiva del Tet, 1968.

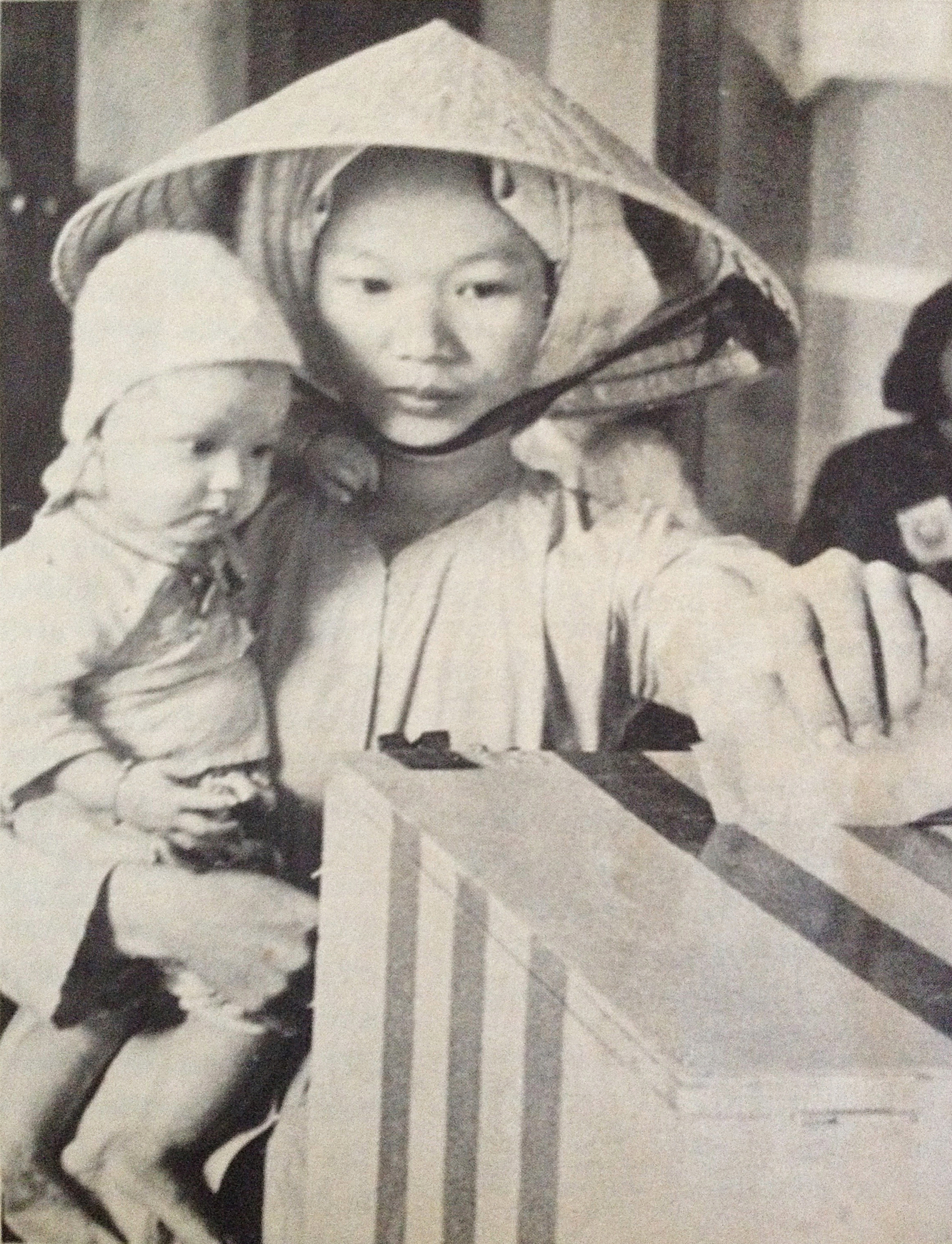
Una mujer votando en las elecciones de 1967 de la República de Vietnam.

Vietnam siguió teniendo aspecto de régimen militar mientras duró el mandato del Presidente Nguyen Van Thieu. Durante su gobierno, que duró unos 10 años (1965-1975) fue la época en que la guerra de Vietnam se recrudeció y se dieron los mayores combates y ofensivas. Thieu en 1967 burló al primer ministro Nguyen Cao Ky, logrando que su cargo tuviese más poder. Thieu triunfó en las elecciones presidenciales de 1967 y luego Ky fue debilitándose en relación con aquel.
Las políticas de la RVN bajo el mando de Thieu se caracterizaron por ser de escasa ideología y mayoritariamente de voluntades personales, los oficiales civiles no tuvieron muchas funciones, y los oficiales zonales del ERVN poseían gran poder en la vida cotidiana de todas las personas en aquellas áreas a las que estaban asignados.

### Gobierno de los territorios
Mientras duró la historia de la RVN, el gobierno en Saigón nunca logró controlar por completo el territorio del país, y después del Acuerdo de París (1973) algunas provincias de RVN estuvieron bajo control norvietnamita o del Vietcong. Aparte de su territorio central, Vietnam del Sur también controlaba las islas Paracel y Spratly, China se adueñó de ambas en 1973 y 1974 respectivamente.

### Defensa
Las Fuerzas Militares de la República de Vietnam eran las Fuerzas Armadas de Vietnam del Sur, un estado que existió desde 1955 hasta 1975 en la mitad meridional de lo que hoy es el estado socialista de Vietnam. Las FMRVN fueron responsables de la defensa de Vietnam del Sur desde su independencia de Francia en octubre de 1955.

## Geografía
El Sur estaba dividida en las tierras bajas costeras, las montañas del altiplano central (Cao-Nguyen Trung-Phan), y el delta del río Mekong. La hora de Vietnam del Sur estaba adelantada una hora a Vietnam del Norte, teniendo la misma hora que Filipinas, Brunéi, Malasia, Singapur, Hong Kong, Macao, China, Taiwán y el estado australiano de Australia Occidental.

## Economía

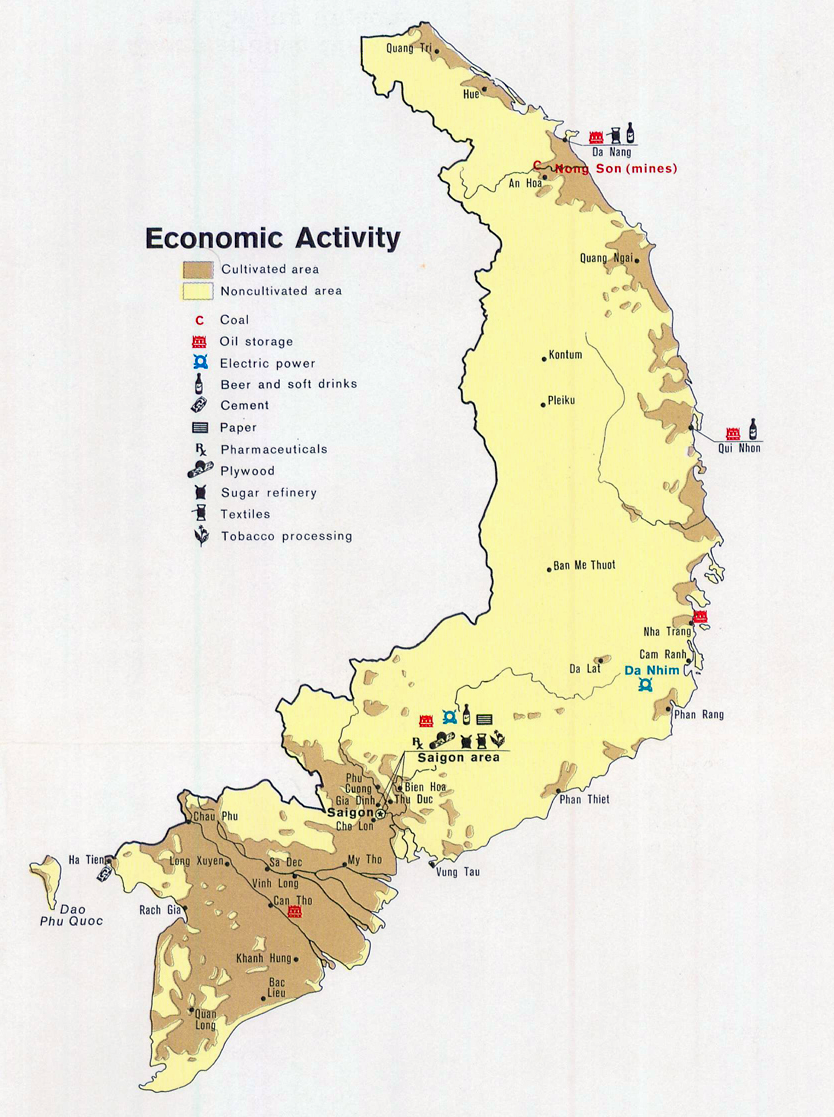
Actividad económica de Vietnam del Sur en 1972 (en inglés)

Vietnam del Sur mantuvo una economía de libre mercado y vínculos con Occidente. Bajo el gobierno de Bảo Đại se estableció una línea aérea denominada Air Vietnam. La economía recibió un gran apoyo por la ayuda masiva estadounidense y la presencia de un gran número de soldados estadounidenses en el país entre 1961 y 1973. La producción de energía eléctrica se multiplicó por catorce entre 1954 y 1973, mientras que la producción industrial aumentó en un promedio del 6,9 % anual. Durante el mismo período, la producción de arroz aumentó en un 203 % y el número de estudiantes en la universidad pasó de 2000 a 90 000. La ayuda estadounidense alcanzó su máximo en 1973 con 2300 millones de USD, pero solo un año después (1974) se redujo a 1100 millones. La inflación se elevó al 200 %, el país sufrió una severa crisis económica por la disminución de la ayuda estadounidense, así como el impacto del precio del petróleo de octubre de 1973.
La unificación de Vietnam en 1976 llevó a la imposición en el sur de la economía de planificación centralizada de Vietnam del Norte. El país no hizo ningún progreso económico significativo durante los siguientes diez años. Los cambios económicos en el bloque del este, como la perestroika en la Unión Soviética, obligaron al gobierno comunista de Vietnam a aplicar reformas, conocidas como Doi Moi, que abrieron la economía a los mercados internacionales y se permitió la inversión extranjera, lo que dio lugar a un rápido crecimiento económico en las décadas posteriores.

### Radio
Había cuatro estaciones de radio AM y una FM, todas propiedad del gobierno (VTVN), llamadas Radio Vietnam (Đài Vô tuyến Việt Nam). Uno de ellos fue designado como una transmisión civil a nivel nacional, otro fue para el servicio militar y las otras dos estaciones incluyeron una estación de transmisión en francés y una estación de transmisión en idioma extranjero en chino, inglés, jemer y tailandés. Radio Vietnam comenzó a funcionar en 1955 bajo la presidencia de Ngo Dinh Diem y dejó de funcionar el 30 de abril de 1975, con la transmisión de la rendición de Duong Van Minh. Las estaciones de radio del antiguo sur fueron luego reutilizadas por el régimen comunista para transmitir su servicio de radio estatal.

### Televisión
La televisión se introdujo en Vietnam del Sur el 7 de febrero de 1966 con un sistema FCC en blanco y negro. Cubriendo las principales ciudades de Vietnam del Sur, comenzó con una transmisión de una hora por día y luego aumentó a seis horas por la noche durante la década de 1970. Había dos canales principales:
- THVN-TV (Truyền hình Việt Nam-TV) en el Canal 9, con programas en vietnamita, noticias y anuncios especiales de Saigón. Este canal en idioma vietnamita atendió a la población vietnamita.
- AFVN-TV en el Canal 11, operado por Servicio de Radio y Televisión de las Fuerzas Armadas (ahora American Forces Network), dirigido a las tropas estadounidenses en Vietnam del Sur. Transmitiendo completamente en inglés, transmitió programas populares hechos en Estados Unidos como The Ed Sullivan Show y The Tonight Show Starring Johnny Carson, y varios juegos deportivos como el World Serie. También transmitió noticias y anuncios especiales del gobierno estadounidense y los comandantes militares.

Ambos canales usaban un sistema de retransmisión de transmisión aérea desde aviones que volaban a gran altura, llamado Stratovision.

## Demografía
Alrededor del 90 % de la población era Kinh, y el 10 % era Hoa, montañeses, franceses, camboyanos, cham, euroasiáticos y otros. (1970)